# 華麗なる誘惑 (アルバム)
『華麗なる誘惑』（原題：Bad Girls）は、アメリカ合衆国の歌手ドナ・サマーが1979年に発表した7作目のスタジオ・アルバム。オリジナルLPは2枚組だったが、後の再発CDでは1枚にまとめられた。また、2003年には合計10曲のボーナス・トラックが収録された2枚組CDのデラックス・エディション盤も発売されている。

## 背景
「バッド・ガール」は1977年の時点で作られていた曲で、カサブランカ・レコード設立者のニール・ボガートは、サマーの曲としてはロック色が強すぎると感じ、Labelleかシェールに提供することも考えたという。サマーのオリジナル曲「ディム・オール・ザ・ライツ」は、当初はロッド・スチュワートに提供する案もあったが、最終的には自分で歌うことになった。

## 反響
母国アメリカでは合計49週Billboard 200入りし、うち6週にわたり1位を獲得した。スウェーデンのアルバム・チャートでは13回（26週）トップ30入りし、うち2回（4週）にわたって3位を記録した。ノルウェーのアルバム・チャートでは4週連続で3位を記録し、合計19週トップ40入りした。日本初回盤LP (VIP-9565-6)は1979年5月25日に発売され、オリコンLPチャートでは9位に達して、12万枚以上を売り上げた。

## 評価・影響
第22回グラミー賞では、収録曲「ホット・スタッフ」が最優秀女性ロック・ボーカル・パフォーマンス賞を受賞し、本作が最優秀アルバム賞、最優秀女性ポップ・ボーカル・パフォーマンス賞及び最優秀ディスコ・レコーディング賞、「ディム・オール・ザ・ライツ」が最優秀女性R&Bボーカル・パフォーマンス賞にノミネートされた。William Ruhlmannはオールミュージックにおいて5点満点中4.5点を付け「この2枚組LPは、それぞれ音楽的に一貫性のある4面に分かれており、強固なリズムのサイド1から、より伝統的なディスコ・サウンドのサイド2、バラード中心のサイド3、そしてサマーが1977年にヒットさせた"I Feel Love"を思わせる、シンセサイザーを多用した電子的なサイド4に至る」「彼女のキャリアのみならず、疑いなくディスコ自体の芸術的／商業的ピークをもたらす結果となった」と評している。
ニュー・オーダーのシングル・ヒット曲「ブルー・マンデー」では、本作収録曲「アワ・ラヴ」からのドラム・ブレイクが流用された。
『ローリング・ストーン』誌が選んだ「歴代最高のアルバム500選」において283位に選ばれている。

## 収録曲
Side 1
1. ホット・スタッフ - "Hot Stuff" - 5:15
  - 作詞・作曲：ピート・ベロッテ（英語版）、ハロルド・フォルターメイヤー、キース・フォーシー（英語版）
2. バッド・ガール - "Bad Girls" - 4:54
  - 作詞・作曲：ドナ・サマー、エディー・ホッケンソン、ブルース・スダーノ、ジョー・エスポジト
3. 愛のゆくえ - "Love Will Always Find You" - 3:59
  - 作詞：ピート・ベロッテ／作曲：ジョルジオ・モロダー
4. ウォーク・アウェイ - "Walk Away" - 4:29
  - 作詞：ピート・ベロッテ／作曲：ピート・ベロッテ、ハロルド・フォルターメイヤー

Side 2
1. ディム・オール・ザ・ライツ - "Dim All the Lights" - 4:41
  - 作詞・作曲：ドナ・サマー
2. 愛の旅路 - "Journey to the Center of Your Heart" - 4:36
  - 作詞：ピート・ベロッテ／作曲：ジョルジオ・モロダー
3. ワン・ナイト・イン・ア・ライフタイム - "One Night in a Lifetime" - 4:12
  - 作詞：ピート・ベロッテ／作曲：ピート・ベロッテ、ハロルド・フォルターメイヤー
4. 今宵をともに - "Can't Get to Sleep at Night" - 4:41
  - 作詞・作曲：ボブ・コンティ、ブルース・スダーノ

Side 3
1. オン・マイ・オナー - "On My Honor" - 3:34
  - 作詞：ドナ・サマー、ブルース・スダーノ／作曲：ドナ・サマー、ハロルド・フォルターメイヤー
2. 永遠の愛 - "There Will Always Be a You" - 5:05
  - 作詞・作曲：ドナ・サマー
3. オール・スルー・ザ・ナイト - "All Through the Night" - 6:01
  - 作詞・作曲：ドナ・サマー、ブルース・ロバーツ
4. 愛しのベイビー - "My Baby Understands" - 3:58
  - 作詞・作曲：ドナ・サマー

Side 4
1. アワ・ラヴ - "Our Love" - 4:52
  - 作詞：ドナ・サマー／作曲：ジョルジオ・モロダー
2. ラッキー - "Lucky" - 4:37
  - 作詞：ドナ・サマー、エディー・ホッケンソン、ブルース・スダーノ、ジョー・エスポジト／作曲：ジョルジオ・モロダー
3. サンセット・ピープル - "Sunset People" - 6:27
  - 作詞・作曲：ピート・ベロッテ、ハロルド・フォルターメイヤー、キース・フォーシー

### デラックス・エディション盤ボーナス・トラック
1. バッド・ガール（デモ・ヴァージョン） - "Bad Girls (demo version)"
  - 作詞・作曲：ドナ・サマー、エディー・ホッケンソン、ブルース・スダーノ、ジョー・エスポジト

### デラックス・エディション盤ボーナス・ディスク
1. アイ・フィール・ラヴ（12インチ・ヴァージョン） - "I Feel Love (12" Single)"
2. ラスト・ダンス（12インチ・ヴァージョン） - "Last Dance (Promotional 12" Single)"
3. マッカーサー・パーク組曲 - "Mar Arthur Park Suite (12" Single)"
4. ホット・スタッフ（12インチ・ヴァージョン） - "Hot Stuff (12" Single)"
5. バッド・ガール（12インチ・ヴァージョン） - "Bad Girls (12" Single)"
6. ウォーク・アウェイ（12インチ・ヴァージョン） - "Walk Away (Promotional 12" Single)"
7. ディム・オール・ザ・ライツ（12インチ・ヴァージョン） - "Dim All the Lights (Promotional 12" Single)"
8. ノー・モア・ティアーズ（イナフ・イズ・イナフ）（12インチ・ヴァージョン） - "No More Tears (Enough Is Enough) (12" Single)"
9. オン・ザ・レイディオ（ロング・ヴァージョン） - "On the Radio (Long Version)"

## シングル
本作からのシングルのチャート最高順位を示す。
| タイトル                   | アメリカ・Hot 100 | アメリカ・R&B | イギリス | スウェーデン | ニュージーランド | ノルウェー |
| -------------------------- | ----------------- | ------------- | -------- | ------------ | ---------------- | ---------- |
| ホット・スタッフ           | 1位               | 3位           | 11位     | 2位          | 7位              | 2位        |
| バッド・ガール             | 1位               | 1位           | 14位     | 13位         | 6位              | 8位        |
| ディム・オール・ザ・ライツ | 2位               | 13位          | 29位     | -            | 14位             | -          |
| ウォーク・アウェイ         | 36位              | 35位          | -        | -            | -                | -          |
| サンセット・ピープル       | -                 | -             | 46位     | -            | -                | -          |

## 参加ミュージシャン
- ドナ・サマー - ボーカル、バックグラウンド・ボーカル
- ジェイ・グレイドン - ギター
- ポール・ジャクソン・ジュニア - ギター
- ジェフ・バクスター - ギター・ソロ(on #1)、ギター
- アル・パーキンス - プル・ギター、ペダル・スティール
- ハロルド・フォルターメイヤー - ピアノ、ローズ・ピアノ、クラビネット、シンセサイザー、ベース
- ジェイ・ウィンディング - ピアノ
- ブルース・ロバーツ - ピアノ、シンセサイザー(on #11)
- ダン・ワイマン - シンセサイザー・プログラミング(on #13, #14)
- スコット・エドワーズ - ベース
- ボブ・グラウブ - ベース
- キース・フォーシー（英語版） - ドラムス、パーカッション
- スティーヴ・マダイオ - トランペット
- ジェリー・ヘイ - トランペット
- ゲイリー・グラント - トランペット
- ゲイリー・ハービグ - サクソフォーン
- スライド・ハイド - トロンボーン
- ビル・ライヒェンバッハ - トロンボーン
- シド・シャープ - ストリングス・コンサートマスター
- Stephanie Straill - バックグラウンド・ボーカル
- マキシン・L・ウィラード - バックグラウンド・ボーカル
- ジュリア・ティルマン - バックグラウンド・ボーカル

下記のミュージシャンは「愛しのベイビー」に参加しているが、各々のパートはクレジットに明記されていない。
- ブルース・フィッシャー
- スコット・リップスカー
- ジェフ・ホルマン
- ケヴィン・ムーア
- ホールデン・ラファエル
- マイケル・キング
- ジル・コルッチ
- パティ・フィッシャー